# Hockey su ghiaccio ai XXI Giochi olimpici invernali - Torneo femminile
Il torneo femminile di hockey su ghiaccio alle Olimpiadi invernali 2010 si è tenuto a Vancouver, Columbia Britannica, Canada, dal 13 al 25 febbraio 2010.

## Squadre partecipanti
| Gruppo A                          | Gruppo B                          |
| --------------------------------- | --------------------------------- |
| Canada Svezia Svizzera Slovacchia | Stati Uniti Finlandia Russia Cina |

## Turno Preliminare

### Gruppo A
| Squadre    | Punti | PG | V | VOT | POT | P | GF | GS | DG  |
| ---------- | ----- | -- | - | --- | --- | - | -- | -- | --- |
| Canada     | 9     | 3  | 3 | 0   | 0   | 0 | 41 | 2  | +39 |
| Svezia     | 6     | 3  | 2 | 0   | 0   | 1 | 10 | 15 | -5  |
| Svizzera   | 3     | 3  | 1 | 0   | 0   | 2 | 6  | 15 | -9  |
| Slovacchia | 0     | 3  | 0 | 0   | 0   | 3 | 4  | 29 | -25 |

Legenda: PG = partite giocate; V = vittorie conseguite nei tempi regolamentari; VOT= vittorie conseguite ai tempi supplementari o ai rigori; POT = sconfitte subite ai tempi supplementari o ai rigori; P = sconfitte subite nei tempi regolamentari; GF = reti segnate; GS = reti subite
| Vancouver 13 febbraio 2010, ore 12:00 UTC-8 | Svezia | 3 – 0 (1-0; 2-0) referto | Svizzera | UBC Winter Sports Centre (5.222 spett.) |

| Vancouver 13 febbraio 2010, ore 17:00 UTC-8 | Canada | 18 – 0 (7-0; 13-0) referto | Slovacchia | Canada Hockey Place (16.496 spett.) |

| Vancouver 15 febbraio 2010, ore 14:30 UTC-8 | Svizzera | 1 – 10 (0-2; 1-5) referto | Canada | UBC Winter Sports Centre (5.413 spett.) |

| Vancouver 15 febbraio 2010, ore 19:00 UTC-8 | Svezia | 6 – 2 (3-2; 5-2) referto | Slovacchia | UBC Winter Sports Centre (5.323 spett.) |

| Vancouver 17 febbraio 2010, ore 14:30 UTC-8 | Canada | 13 – 1 (5-0; 12-0) referto | Svezia | UBC Winter Sports Centre (5.483 spett.) |

| Vancouver 17 febbraio 2010, ore 19:00 UTC-8 | Slovacchia | 2 – 5 (1-0; 1-1) referto | Svizzera | UBC Winter Sports Centre |

### Gruppo B
| Squadre     | Punti | PG | V | VOT | POT | P | GF | GS | DG  |
| ----------- | ----- | -- | - | --- | --- | - | -- | -- | --- |
| Stati Uniti | 9     | 3  | 3 | 0   | 0   | 0 | 31 | 1  | +30 |
| Finlandia   | 6     | 2  | 2 | 0   | 0   | 1 | 7  | 8  | -1  |
| Russia      | 3     | 3  | 1 | 0   | 0   | 2 | 3  | 19 | -16 |
| Cina        | 0     | 3  | 0 | 0   | 0   | 3 | 3  | 16 | -13 |

Legenda: PG = partite giocate; V = vittorie conseguite nei tempi regolamentari; VOT= vittorie conseguite ai tempi supplementari o ai rigori; POT = sconfitte subite ai tempi supplementari o ai rigori; P = sconfitte subite nei tempi regolamentari; GF = reti segnate; GS = reti subite
| Vancouver 14 febbraio 2010, ore 12:00 UTC-8 | Stati Uniti | 12 – 1 (5-0; 8-0) referto | Cina | UBC Winter Sports Centre (5.278 spett.) |

| Vancouver 14 febbraio 2010, ore 16:30 UTC-8 | Finlandia | 5 – 1 (1-1; 3-1) referto | Russia | UBC Winter Sports Centre (5.275 spett.) |

| Vancouver 16 febbraio 2010, ore 14:30 UTC-8 | Russia | 0 – 13 (0-5; 0-12) referto | Stati Uniti | UBC Winter Sports Centre (5,365 spett.) |

| Vancouver 16 febbraio 2010, ore 19:00 UTC-8 | Finlandia | 2 – 1 (0-1; 2-1) referto | Cina | UBC Winter Sports Centre (5,275 spett.) |

| Vancouver 18 febbraio 2010, ore 14:30 UTC-8 | Stati Uniti | 6 – 0 (4-0; 5-0) referto | Finlandia | UBC Winter Sports Centre |

| Vancouver 18 febbraio 2010, ore 19:00 UTC-8 | Cina | 1 – 2 (0-0; 1-2) referto | Russia | UBC Winter Sports Centre |

## Secondo round
|  | Torneo di qualificazione | Torneo di qualificazione | Torneo di qualificazione |        |          | Quinto posto  | Quinto posto  | Quinto posto  |  |
|  |                          |                          |                          |        |          |               |               |               |  |
|  | Svizzera                 | Svizzera                 | 6                        |        |          |               |               |               |  |
|  | Svizzera                 | Svizzera                 | 6                        |        |          |               |               |               |  |
|  | Cina                     | Cina                     | 0                        |        |          |               |               |               |  |
|  | Cina                     | Cina                     | 0                        |        | Svizzera | Svizzera      | 2             |               |  |
|  |                          |                          |                          |        | Svizzera | Svizzera      | 2             |               |  |
|  |                          |                          | Russia                   | Russia | 1        |               |               |               |  |
|  | Russia                   | Russia                   | Russia                   | Russia | 1        | 4             |               |               |  |
|  | Russia                   | Russia                   |                          |        |          | 4             |               |               |  |
|  | Slovacchia               | Slovacchia               | 2                        |        |          | Settimo posto | Settimo posto | Settimo posto |  |
|  | Slovacchia               | Slovacchia               | 2                        |        |          |               |               |               |  |
|  |                          |                          |                          |        |          |               |               |               |  |
|  |                          |                          |                          |        |          | Cina          | Cina          | 3             |  |
|  |                          |                          |                          |        |          | Cina          | Cina          | 3             |  |
|  |                          |                          |                          |        |          | Slovacchia    | Slovacchia    | 1             |  |

| Vancouver 20 febbraio 2010, ore 14:30 UTC-8 | Svizzera | 6 – 0 (2-0; 4-0) referto | Cina | UBC Winter Sports Centre |

| Vancouver 20 febbraio 2010, ore 19:00 UTC-8 | Russia | 4 – 2 (2-0; 3-1) referto | Slovacchia | UBC Winter Sports Centre |

### Finale 7º-8º posto
| Vancouver 22 febbraio 2010, ore 14:30 UTC-8 | Cina | 3 – 1 (0-1; 1-1) referto | Slovacchia | UBC Winter Sports Centre |

### Finale 5º-6º posto
| Vancouver 22 febbraio 2010, ore 19:00 UTC-8 | Svizzera | 2 – 1 (0-1; 1-1; 1-1; 1-1; 2/3-1/3) referto | Russia | UBC Winter Sports Centre |

## Fase finale
|  | Semifinali  | Semifinali  | Semifinali  |             |        | Finale      | Finale      | Finale      |  |
|  |             |             |             |             |        |             |             |             |  |
|  | Canada      | Canada      | 5           |             |        |             |             |             |  |
|  | Canada      | Canada      | 5           |             |        |             |             |             |  |
|  | Finlandia   | Finlandia   | 0           |             |        |             |             |             |  |
|  | Finlandia   | Finlandia   | 0           |             | Canada | Canada      | 2           |             |  |
|  |             |             |             |             | Canada | Canada      | 2           |             |  |
|  |             |             | Stati Uniti | Stati Uniti | 0      |             |             |             |  |
|  | Stati Uniti | Stati Uniti | Stati Uniti | Stati Uniti | 0      | 9           |             |             |  |
|  | Stati Uniti | Stati Uniti |             |             |        | 9           |             |             |  |
|  | Svezia      | Svezia      | 1           |             |        | Terzo Posto | Terzo Posto | Terzo Posto |  |
|  | Svezia      | Svezia      | 1           |             |        |             |             |             |  |
|  |             |             |             |             |        |             |             |             |  |
|  |             |             |             |             |        | Finlandia   | Finlandia   | 3           |  |
|  |             |             |             |             |        | Finlandia   | Finlandia   | 3           |  |
|  |             |             |             |             |        | Svezia      | Svezia      | 2           |  |

### Semifinali
| Vancouver 22 febbraio 2010, ore 12:00 UTC-8 | Stati Uniti | 9 – 1 (2-0; 5-1) referto | Svezia | Canada Hockey Place |

| Vancouver 22 febbraio 2010, ore 17:00 UTC-8 | Finlandia | 0 – 5 (0-2; 0-3) referto | Canada | Canada Hockey Place |

## Finale 3º-4º posto
| Vancouver 25 febbraio 2010, ore 11:00 UTC-8 | Svezia | 2 – 3 (d.t.s.) (0-0; 1-2, 2-2) referto | Finlandia | Canada Hockey Place |

## Finale 1º-2º posto
| Vancouver 25 febbraio 2010, ore 15:30 UTC-8 | Canada | 2 – 0 (2-0; 0-0) referto | Stati Uniti | Canada Hockey Place |

## Campione
| Campione Olimpico 2010 |
| ---------------------- |
| Canada                 |

## Classifica finale
| Rank | Team        |
| ---- | ----------- |
|      | Canada      |
|      | Stati Uniti |
|      | Finlandia   |
| 4    | Svezia      |
| 5    | Svizzera    |
| 6    | Russia      |
| 7    | Cina        |
| 8    | Slovacchia  |